# Permutateur

Utilisation d'un permutateur avec des interrupteurs va-et-vient lorsque l'on a plus de deux interrupteurs

Un permutateur est un quadripôle permettant le croisement de deux lignes électriques. Il est principalement utilisé pour augmenter le nombre de commandes d'un va-et-vient.

En rouge, un interrupteur tristable double, monté en inverseur. Un interrupteur de fin de course en position bleue (une ou l'autre) et un autre en position verte (une ou l'autre) bloquent la poursuite "trop loin" du mouvement.

  Il permet également d'inverser le sens de rotation d'un moteur à courant continu, on ajoute alors si besoin des interrupteurs normalement fermés de fin de course. Sa fonctionnalité est réalisable à l'aide de deux inverseurs couplés mécaniquement pour porter à trois le nombre de points de contrôle du circuit. L'intérêt est que ce montage est entièrement passif du point de vue de ses composants (moins de pannes potentielles et ne nécessite pas la protection individuelle de la bobine des télérupteurs habituellement réalisée avec un disjoncteur/fusible 2A dédié) et qu'il ne génère pas les bruits de commutation caractéristiques des télérupteurs électro-mécaniques.
Bien que toujours autorisé pour augmenter le nombre de commandes d'un va-et-vient, le permutateur se voit préférer le télérupteur, permettant aussi un nombre théorique de commandes quasi illimité pour un seul télérupteur.